# Autobahnkreuz Heidelberg
Das Autobahnkreuz Heidelberg (Abkürzung: AK Heidelberg; Kurzform: Kreuz Heidelberg) ist ein Autobahnkreuz in Baden-Württemberg, das sich im Rhein-Neckar-Gebiet befindet. Hier kreuzen sich die Bundesautobahn 5 (Hattenbacher Dreieck – Frankfurt am Main – Basel) und die Bundesautobahn 656 (Mannheim – Heidelberg), die in Richtung Heidelberg als gelbe Autobahn (B 37) verläuft.

## Geographie
Das Autobahnkreuz liegt auf dem Gebiet der Stadt Heidelberg. Die umliegenden Städte sind Eppelheim, Plankstadt, Edingen-Neckarhausen, Ladenburg und Dossenheim. Es befindet sich etwa 5 km nordwestlich von Heidelberg und etwa 15 km südöstlich von Mannheim.
Das Autobahnkreuz Heidelberg trägt auf der A 5 die Nummer 37, auf der A 656 die Nummer 5.

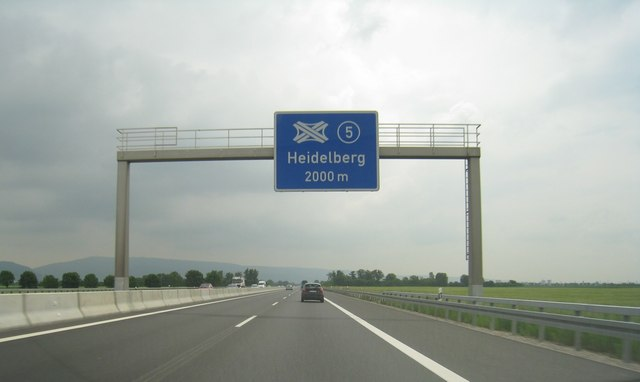
Ankündigung auf der A 656 aus Richtung Mannheim

## Ausbauzustand
Die A 5 ist in diesem Bereich – genau wie die A 656 – vierspurig ausgebaut. Alle indirekten Überleitungen sind einstreifig, alle direkten sind zweistreifig.
Das Kreuz ist in Kleeblattform angelegt.

## Verkehrsaufkommen
Das Kreuz wird täglich von etwa 127.000 Fahrzeugen passiert.
| Von                            | Nach                             | Durchschnittliche tägliche Verkehrsstärke | Durchschnittliche tägliche Verkehrsstärke | Durchschnittliche tägliche Verkehrsstärke | Anteil Schwerlastverkehr | Anteil Schwerlastverkehr | Anteil Schwerlastverkehr |
| Von                            | Nach                             | 2005                                      | 2010                                      | 2015                                      | 2005                     | 2010                     | 2015                     |
| ------------------------------ | -------------------------------- | ----------------------------------------- | ----------------------------------------- | ----------------------------------------- | ------------------------ | ------------------------ | ------------------------ |
| AS Dossenheim (A 5)            | AK Heidelberg                    | 90.800                                    | 66.600                                    | 77.800                                    | 11,7 %                   | 11,6 %                   | 10,7 %                   |
| AK Heidelberg                  | AS Heidelberg/Schwetzingen (A 5) | 84.900                                    | 84.300                                    | 78.500                                    | 11,5 %                   | 10,0 %                   | 10,7 %                   |
| AS Mannheim-Seckenheim (A 656) | AK Heidelberg                    | 56.000                                    | 55.000                                    | 43.700                                    | keine Daten              | 05,0 %                   | 04,4 %                   |
| AK Heidelberg                  | Autobahnende (B 37)              | 48.000                                    | 55.200                                    | 54.700                                    | 04,1 %                   | 03,2 %                   | 03,3 %                   |